# Lotte World Tower
Ne doit pas être confondu avec Busan Lotte World Tower.
La Lotte World Tower (coréen : 롯데월드타워), également nommé Lotte Super Tower 123 est un gratte-ciel de 123 étages situé près du complexe actuel Lotte World ouvert en 1989, à Séoul en Corée du Sud. 
D'une hauteur de 555 mètres, le bâtiment était lors de son ouverture en 2017 le cinquième plus haut gratte-ciel du monde.

## Histoire
Le premier coup de pioche avait été donné en 2005, mais du fait des restrictions de hauteur imposées par la proximité de l'aéroport, les travaux avaient été reportés jusqu'en février 2010, après la levée des restrictions en 2009. 
Le 123e et dernier étage a été achevé en décembre 2015.
Il a été escaladé par le duo Ontheroofs.
L'immeuble a remporté en décembre 2018 l'Emporis Skyscraper Award 2017 récompensant le gratte-ciel le plus remarquable construit durant l'année.